# Августа фон Хесен-Хомбург
Августа Фридерика фон Хесен-Хомбург (на немски: Auguste Friederike, Landgräfin von Hessen-Homburg; * 28 ноември 1776, Хомбург фор дер Хьое; † 1 април 1871, Лудвигслуст) е ландграфиня и принцеса от Хесен-Хомбург и чрез женитба наследствена принцеса и велика херцогиня на Мекленбург-Шверин.

## Биография
Тя е дъщеря, шестото дете, на ландграф Фридрих V фон Хесен-Хомбург (1748 – 1820) и съпругата му принцеса Каролина фон Хесен-Дармщат (1746 – 1821), дъщеря на ландграф Лудвиг IX фон Хесен-Дармщат (1719 – 1790) и Каролина фон Пфалц-Цвайбрюкен (1721 – 1774). Майка ѝ Каролина е сестра на Фредерика Луиза фон Хесен-Дармщат (1751 – 1805), кралица на Прусия, съпруга на крал Фридрих Вилхелм II (1744 – 1797).
Сестрите ѝ напускат рано бащиния им дом и Августа се грижи за болния си баща. Брат ѝ Фридрих VI (1769 – 1829) се жени през 1818 г. за принцеса Елизабет от Великобритания (1770 – 1840), дъщеря на Джордж III. Най-малката ѝ сестра Мария Анна Амалия (1785 – 1846) се омъжва през 1804 г. за първия си братовчед принц Вилхелм Пруски (1783 – 1851), най-малкият син на пруския крал Фридрих Вилхелм II (1744 – 1797) и най-малкият брат на пруския крал Фридрих Вилхелм III.
Августа се омъжва на 3 април 1818 г. в Хомбург фор дер Хьое за наследствения велик херцог Фридрих Лудвиг фон Мекленбург-Шверин (* 13 юни 1778, Лудвигслуст; † 29 ноември 1819, Лудвигслуст), син на велик херцог Фридрих Франц I фон Мекленбург-Шверин (1756 – 1837) и принцеса Луиза фон Саксония-Гота-Алтенбург (1756 – 1808). Тя е третата му съпруга. Бракът е бездетен. Нейният съпруг е два пъти вдовец и баща на четири деца, на които Августа е грижовна мащеха и се грижи за тяхното възпитание, преди всичко след смъртта му осемнадесет месеца след женитбата им.
Августа фон Хесен-Хомбург умира на 94 години на 1 април 1871 г. в Лудвигслуст. Погребана е в „мавзолея Елена-Павловна“ в дворцовия парк в Лудвигслуст.

## Галерия
- Наследствен принц Фридрих Лудвиг фон Мекленбург-Шверин. ок. 1807
- Мавзолеят Елена-Павловна, Лудвигслуст (2014)